# Giovanni Ferrante
Giovanni Ferrante (Ancona, 13 ottobre 1940 – Roma, 17 luglio 2012) è stato un politico italiano.

## Biografia
Laureato in Economia e commercio, è docente universitario. Iscritto in gioventù al Partito Repubblicano Italiano, confluì poi nel Partito Comunista Italiano guidato da Enrico Berlinguer. Dopo la svolta della Bolognina aderisce al Partito Democratico della Sinistra.
Viene eletto nel 1994 (nella XII legislatura) alla Camera dei Deputati con i Progressisti e poi nel 1996 (nella XIII legislatura) al Senato nelle file dell'Ulivo. A metà anni Novanta fu un oppositore della nascita della provincia di Fermo.. Nel 1998 confluisce nei DS; termina il proprio mandato parlamentare nel 2001.
Sposato, ebbe un figlio, Andrea, a sua volta impegnato in politica, segretario comunale del PD di Pisa e consigliere comunale.
Muore il 17 luglio del 2012 all'età di 71 anni.